# Hマート
Hマート（英: H Mart、朝: H 마트、別名：ハナルム・マート、한아름 마트、韓亞龍）は、ハナルム・グループ (the Hanahreum Group) が運営するアメリカ合衆国のスーパーマーケット・チェーン。本社は、ニュージャージー州リンドハースト (Lyndhurst) にある。店舗はアメリカ合衆国およびカナダの各地にあり、アジア系の食料品の供給を専門としている。このチェーンはスーパーHマート (Super H Mart) の店舗も展開している。Hマートの「H」は、朝鮮語で「ひとかかえ（の食料品）」を意味する、「ハナルム（한아름）」という表現から採られている。

## 沿革
このチェーンは、1982年にニューヨーク市クイーンズ区で、 街角の食料品店として創業した。1998年10月19日、現在のチェーン本社がニュージャージー州リンドハーストに開設された。
2005年までに、チェーンは合衆国各地に17店舗のスーパーマーケットを構えた。2006年3月時点では22店舗があり、コロラド州デンバーの店舗と、カナダのブリティッシュコロンビア州の4店舗（それぞれ、バンクーバー、コキットラム、ラングリー、リッチモンドにある）、トロント地域にある3店舗を除けば、店舗はアメリカ合衆国東海岸に集中していた。2006年4月には、西海岸地域で最初の店舗が、ワシントン州フェデラルウェイに開設される運びとなった。2013年の時点で、Hマートはアメリカ合衆国において、ニューヨーク州、ニュージャージー州、ペンシルベニア州、メリーランド州、バージニア州、ジョージア州、イリノイ州、ミシガン州、カリフォルニア州、テキサス州、マサチューセッツ州に店舗がある。
2001年にバージニア州北部のノーザン・バージニア地域 (Northern Virginia) に出店したHマートは、ヒスパニック系アメリカ人を数多く雇用した。ある店舗で、ヒスパニック系と韓国系の従業員の間で文化的衝突が生じたことを契機に、Hマート本社は、スペイン語の翻訳も用意された、文化間接触についての訓練コースを提供することになった.
2009年には、Hマート・ヨーロッパ (H Mart Europe Limited) が設立され、2011年には、その最初の店舗がロンドンのニュー・モールデン (New Malden)に開店した。